# عبد الله الجدعاني
عبد الله الجدعاني (بالإنجليزية: Abdullah Al-Jadaani)‏؛ مواليد 6 مارس 1991 في جدة ، السعودية، هو لاعب كرة قدم سعودي يلعب لنادي أبها.

## مسيرة اللاعب
كانت بداياته مع النادي الأهلي وأعاره الأهلي إلى الرائد في عام 2013 ووقع مع نادي نجران في عام 2014 ولعب معهم موسمين وبعدها وقع مع نادي ضمك وفي عام 2017 وقع مع نادي أحد ولكن تم إلغاء العقد ووقع بعدها مع نادي الوحدة، ومع مطلع عام 2020 انتقل اللاعب إلى نادي الهلال و انتقل إلى نادي الاتحاد في صيف 2022 وانتقل إلى نادي أبها في عام 2024.

## وصلات خارجية
- عبد الله الجدعاني على موقع إي إس بي إن إف سي (الإنجليزية)
- عبد الله الجدعاني على موقع قاعدة بيانات كرة القدم.إي يو (الإنجليزية)
- عبد الله الجدعاني على موقع Soccerbase.com (لاعب) (الإنجليزية)
- عبد الله الجدعاني على موقع Soccerway.com (الإنجليزية)
- عبد الله الجدعاني على موقع عالم كرة القدم.نت (الإنجليزية)
- عبد الله الجدعاني على موقع كووورة